# Vicente de Santo António

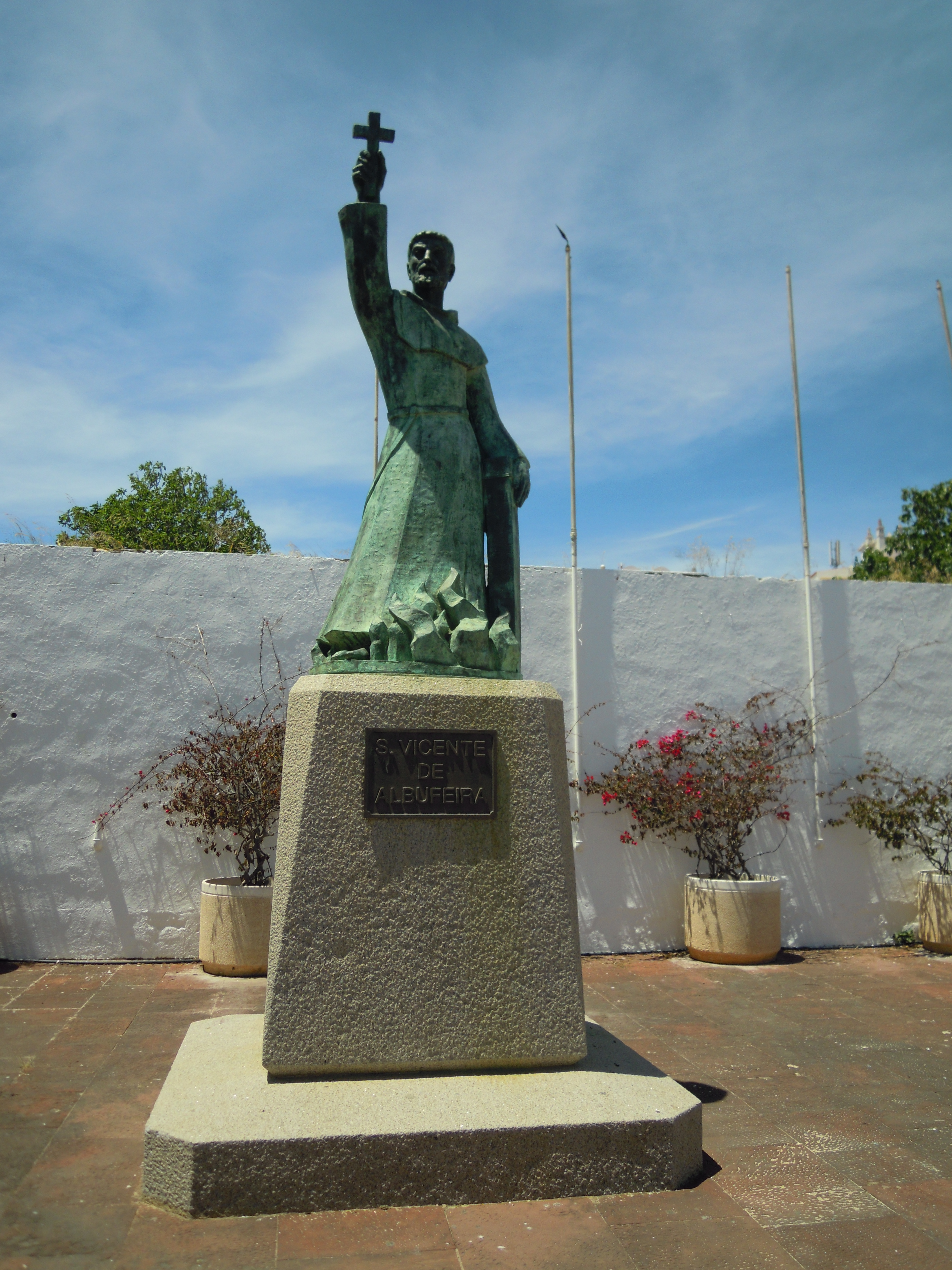
Statue von São Vicente von Albufeira in Portugal (aufgenommen 2007)

Vicente de Santo António, eigentlich Vicente Simões de Carvalho (* 1590 in Albufeira, Portugal; † 3. September 1632 in Nagasaki, Japan), OESA, war ein portugiesischer Missionar, Märtyrer und Seliger der Katholischen Kirche. Er gehört zu den zahlreichen portugiesischen Missionaren, die in Japan zu Märtyrern wurden.
Als er Kind war, zog die Familie nach Lissabon, mit 27 Jahren wurde er zum Priester geweiht und schloss sich dem Augustinerorden an. 1620 ging er als Missionar zunächst auf die Philippinen, 1621 bis 1622 missionierte er in Mexiko, dann folgte der Umzug nach Japan 1623. So er war als Missionar vor allem in den Straßen Nagasakis tätig. Er passte sich durch einen japanischen Namen und Kleidung der ortsansässigen Kultur an.
1629 wurde er festgenommen und kam drei Jahre in Haft. 1632 wurde er gefoltert, man wollte ihn vom Glauben an Christus abbringen und er starb nach fünf Bädern in kochendem Wasser.
1867 wurde er durch Papst Pius IX. seliggesprochen.
2001 wurden die Briefe, die er während der Haft schrieb, veröffentlicht.
Seine Heimatstadt Albufeira ehrt ihn am 7. September mit einem Volksfest und einer Prozession.